# 越山主义
越山主义（Ultramontanism，来自中世纪拉丁語，意为“在山的那边”）又称“教宗至威主义”和“教宗至上论”，是天主教中指强调教宗权威和教会集权的观点，该词有北欧的教会成员总是向阿尔卑斯山以南的教宗寻求指示的含义。越山主义起源自14世纪教会内部有关教宗特权的斗争，与会议至上主义和民族主义的兴起有关。